# Oskar Petr
Oskar Petr (* 16. května 1952 Praha) je český hudební skladatel, textař a zpěvák, někdejší člen folk rockové hudební skupiny Marsyas známý i ze skupiny Jazz Q pianisty a podnikatele Martina Kratochvíla.
Oskar Petr také působí jako textař. Napsal píseň Hříšná těla, křídla motýlí pro debutové album Anety Langerové Spousta andělů, píseň Chci zas v tobě spát pro Davida Kollera (album David Koller) nebo píseň Medvídek pro Lucii (album Větší než malé množství lásky), za kterou získal Cenu hudební akademie v kategorii „skladba roku“ (1999). Dosud vydal tři sólová alba.
Od roku 2016 hraje s Ondřejem Hejmou a Kateřinou Pelíškovou v triu Marush.

## Diskografie
Sólová alba
- Krev, bláto, slzy (1994)
- Fabrica Atomica (2003)[3]
- Jsme starý jako děti (2013)

### Filmová hudba
Oskar Petr složil filmovou hudbu (a napsal také píseň „Nevinná“) k filmu Účastníci zájezdu (2006) Michala Viewegha, který zrežíroval Jiří Vejdělek.